# 3404 Hinderer
3404 Hinderer è un asteroide della fascia principale. Scoperto nel 1934, presenta un'orbita caratterizzata da un semiasse maggiore pari a 2,6671901 UA e da un'eccentricità di 0,1291475, inclinata di 10,04442° rispetto all'eclittica.